# HMAS Australia (1911)
Pour les autres navires du même nom, voir HMAS Australia.
Le HMAS Australia est un croiseur de bataille de classe Indefatigable construit pour la Royal Australian Navy par le chantier naval écossais John Brown & Company et mis en service le 21 juin 1913.
Il est considéré comme le plus puissant navire de guerre de l'Empire britannique stationné dans l'océan Pacifique. Il participa à la Première Guerre mondiale avant d'être placé en réserve en 1921, et sabordé le 12 avril 1924, en application du traité de Washington de 1922.

## Conception
Le 1908 Programme prévoit la construction d'un croiseur de bataille équivalent au HMS Neptune, mais au lieu de pallier les faiblesses de la classe Invincible, les navires de la classe Indefatigable sont finalement une copie de ceux-ci. Les caractéristiques dévoilées à l'époque sont exagérées par rapport à la réalité, peut-être en partie à cause de « fuites officielles » orchestrées par l'amiral Fisher. En réalité, l'Australia n'est qu'une copie des Invincible, mais rallongée afin de permettre aux tourelles centrales P et Q de tirer sur les côtés. Sa puissance de 43 000 chevaux, fournie par 32 chaudières Babcock & Wilcox alimentant 4 turbines Parsons, lui permet tout juste d'atteindre une vitesse convenable pour son rang ; lors des essais le navire atteint à peine les 25 nœuds (46 km/h). Il enregistre tout de même 26,89 nœuds (49,8 km/h) en poussant les machines à 55 000 chevaux, alors que ses deux sister-ships dépassent eux les 26 nœuds (48 km/h) en régime normal. Pouvant emporter jusqu'à 3 340 tonnes de charbon et 870 tonnes de fioul, le navire peut parcourir 6 330 milles marins (11 700 km) à une vitesse de 10 nœuds (19 km/h).
Lors de sa sortie du chantier, l'Australia est armé de 8 canons de 12 pouces BL Mk X répartis en 4 tourelles doubles, de 16 canons de 4 pouces BL Mk VII et de 3 tubes lance-torpilles de 450 mm.

## Histoire
C'était le navire amiral de la force expéditionnaire terrestre et navale australienne commandée par le vice-amiral George Edwin Patey (en) pendant la Première Guerre mondiale.